# Peder Thøgersen (biskop)
 Der er flere personer med dette navn, se Peder Thøgersen.
Peder Thøgersen (1532 – 3. januar 1595) var en dansk biskop, søn af den fra reformationens tid bekendte præst og læsemester i Viborg Thøger Jensen.
Man har jævnlig tillagt P. T. Slægtnavnet Løvenbalk, men næppe med Føje. Selv brugte han ikke dette Navn. Efter Faderens tidlige Død (1538) ægtede Moderen Eftermanden i Præsteembedet, M. Morten Hvas, der tog sig af
Stifsønnen og holdt ham til Studeringerne. Ved Kjøbenhavns
Universitet og ved udenlandske Højskoler fuldendte han sin
Uddannelse, hvorpaa han først blev Kapellan og siden (1558)
Sognepræst ved Viborg Domkirke. Det Kanonikat, hans Formand, M. Jens
Hansen, en af Reformationens Fædre i Viborg, havde besiddet,
blev omtrent samtidig tillagt P. T., der tillige ægtede Formandens
Datter Margrethe, hvorved han blev Svoger til Stiftets Biskop,
M. Kjeld Juel. 1565 tog han Magistergraden i Kjøbenhavn, og
1571 valgtes han efter nævnte K. Juels Død til Biskop i Viborg
af Stiftets Kapitel og Provster. Da han efter Valget indfandt sig
hos Kongen for at aflægge Superintendenteden, fik han Befaling
om først at lade sig overhøre af Professorerne ved Universitetet.
Efter at have bestaaet Prøven indviedes han s. A. i Viborg
Domkirke af Biskop Laurids Bertelsen fra Aarhus. I en samtidig
Beretning fremhæves stærkt, at denne Handling foregik med
almindelig Samstemning af alle, saa vel gejstlige som verdslige, baade i
Staden og i hele Stiftet. Der er da heller ingen Tvivl om, at
P. T. med Dygtighed har gjort Fyldest som Biskop. Det venlige
Forhold, hvori han stod til Kansler Niels Kaas, satte ham i Stand
til at udvirke, at Viborg Skole 1574 modtog et betydeligt Tillæg
af 38 Sognes Kongetiender til 30 «Degnes og Peblingers»
Underhold ved Skolen, noget, der strax bevirkede en stærk Forøgelse af
Discipeltallet. 1577 havde han den Glæde i Budolphi Kirke i
Aalborg at indvie sin Svigersøn magister Jacob Jensen Holm
til Biskop for dette Stift.
P. T. har ikke efterladt sig Skrifter,
men en talrig og meget anset Efterslægt. Han døde 3. Jan. 1595.
Hans ovennævnte Hustru, der er nævnt som Kilden til den længe
i Viborg levende Tradition fra Reformationens Dage, ægtede 1598
den bekjendte Landstingshører Gunde Christensen (Grøn),
almindelig kaldet Skriver, Borgmester i Viborg. Hun døde 1603 i «den
store Død, som da grasserede udi Viborg».